# والپیوپ
والپیوپ (به انگلیسی: Walpeup) یک شهرک در استرالیا است که در ویکتوریا (استرالیا) واقع شده‌است.